# Шкарупа, Тимофей Ефремович
Тимофе́й Ефре́мович Шкару́па (19 февраля 1884, с. Чаплинка Днепровского уезда Таврической губернии — 24 октября 1970, Уилмингтон, США) — русский офицер, герой Первой мировой войны, полный Георгиевский кавалер.

## Биография
Родился в 1884 году в селе Чаплинка Днепровского уезда Таврической губернии. Получил начальное образование.
В 1905 году призван на действительную военную службу, которую проходил в Одессе в 14-м стрелковом Генерал-Фельдмаршала Гурко полку. Обучался в учебной команде, служил сначала рядовым, затем ефрейтором, младшим унтер-офицером.
В 1909 году остался на сверхсрочную службу с производством в старшие унтер-офицеры. Командовал стрелковым взводом.
В 1913 году за трёхлетнюю беспорочную сверхсрочную службу в унтер-офицерском звании награждён серебряной медалью с надписью «За усердие» для ношения на груди на Станиславской ленте. Был награждён также юбилейной медалью «В память 300-летия царствования дома Романовых».

### Первая мировая война
Участник Первой мировой войны.
 В 1914 году — подпрапорщик 1-й роты 14-го стрелкового полка 4-й стрелковой Железной бригады Деникина.
За храбрость и отличия в боях награждён Георгиевскими крестами 4-й, 3-й, 2-й степени; 12 ноября 1915 года Великим Князем Георгием Михайловичем награждён Георгиевским крестом 1-й степени № 6572 «за отличие в боях в период с 1 августа по 1 ноября 1915 года».
Был награждён четырьмя Георгиевскими медалями — 4-й, 3-й, 2-й степени и 1-й степени № 191 (Приказ Юго-Западного фронта за № 1574 от 24 ноября 1915 года).
9 марта 1915 года, «за отличия в делах против неприятеля», произведен в прапорщики (утв. ВП от 24.02.1916), затем в подпоручики (ВП от 29.04.1916, со старшинством с 27.10.1915) и поручики (ВП от 26.07.1916, старшинство с 15.11.1915); в 1917 году — в штабс-капитаны (ВП от 22.01.1917, старшинство с 02.12.1916). Командовал ротой.
Особо отличился в бою 23 мая 1916 года под Луцком, в первый день Брусиловского (Луцкого) прорыва, и был награждён Императорским Военным орденом Святого Георгия 4-й степени — высшей военной наградой Российской империи для обер-офицеров.
В бою у деревни Жорнице 23 мая 1916 г. первым бросился во главе своей роты без артиллерийской подготовки на редут противника, несмотря на губительный ружейный и пулеметный огонь и преодолев около 20 рядов проволочного заграждения, личным примером воодушевлял роту, наскочившую на фугасы, ворвался в линии противника, обратив его в бегство. При этом было взято 25 офицеров, 500 нижних чинов и 3 пулемета.
За боевые отличия награждён также орденами:
- Святой Анны IV степени с надписью «За храбрость» (утв. ВП от 28.10.1916)[6]
- Святого Станислава III степени с мечами и бантом.
- Святой Анны III степени с мечами и бантом.

Был дважды ранен в боях: 16.03.1915 и 01.06.1916
В 1917 году принял активное участие в украинизации своего полка. К январю 1918 года украинизация частей 4-й стрелковой Железной дивизии РИА завершилась и в начале 1918 года кадровый состав дивизии стал основой для формирования 6-й пехотной (Одесской) дивизии вооружённых сил Украинской народной республики (с апреля 1918 — армии гетмана Скоропадского), а 14-й стрелковый полк, в котором служил Шкарупа, — основой для формирования 14-го пехотного Приморского полка этой же дивизии.
В апреле 1918 года штабс-капитан Шкарупа перешёл на службу в украинскую армию (был переименован в сотники), оставаясь в своём полку (переименованном на «14-й пе́ший Приморский») на прежней должности.

### Гражданская война в России
Участник гражданской войны.
 В ноябре 1918 года, после окончания Первой мировой войны и свержения гетманата, Шкарупа оставил службу в армии и, вернувшись на родину, принял участие в повстанческом движении против белогвардейцев и интервентов Антанты. В январе 1918 года, в Чаплинке, был сформирован повстанческий отряд, который, разгромив карательный отряд белогвардейцев, вошёл в состав войск атамана Григорьева, перешедшего в феврале 1919 года на сторону Украинской советской армии.
В апреле 1919 года Тимофей Шкарупа был зачислен в дивизию атамана Григорьева.
В мае 1919 года в мятеже Григорьева участия не принимал из-за болезни (вероятно, переболел тифом).
В июле 1919 года был арестован деникинцами, захватившими Северную Таврию, и «за измену» и уклонение от призыва в «белую» армию приговорен к расстрелу, однако Деникин, знавший Шкарупу лично по службе в 14-м стрелковом полку РИА, распорядился приговор отменить, арестованного восстановить в наградах и званиях, зачислить в войска и отправить на фронт борьбы с большевиками.
С августа 1919 года в чине капитана служил в Сводном полку 4-й пехотной дивизии (2-го формирования) Вооружённых Сил Юга России. В конце 1919 года, в результате массированного наступления Красной армии, полк, в котором служил Шкарупа, как и значительная часть деникинских войск, оказался отрезанным северо-западнее Одессы от своих основных сил, отступавших в Крым и на Дон.
В феврале 1920 года капитан Шкарупа в составе группы войск генерала Бредова пробился на польскую территорию и был там интернирован поляками.
Участник советско-польской войны 1919—1921 годов на стороне поляков.
 В апреле 1920 года зачислен в Армию УНР (2-го формирования), воевавшую под командованием Петлюры в составе Войска Польского против Красной Армии на южном фланге польско-советского фронта (на территории Украины). Служил в чине подполковника в 4-й бригаде 3-й Железной стрелковой дивизии армии УНР.
В ноябре 1920 года, после окончания военных действий и заключения перемирия между Польской Республикой и Советской Россией, был повторно интернирован поляками и находился в польских лагерях для интернированных.

### После войны
В 20-х — 30-х годах жил эмигрантом в Польше, поддерживал связь с петлюровцами. «Правительством УНР в изгнании» отмечен знаками отличия УНР: «Крестом Симона Петлюры» и «Военным крестом». Был награждён также польской памятной медалью «Участнику войны 1918—1921 гг.».
Во Второй мировой войне участия не принимал по возрасту. В конце войны эмигрировал в Западную Германию.
В 1950 году, вместе с сыном, эмигрировал в Канаду, затем в США.
Умер в 1970 году в Уилмингтоне, округ Нью-Касл, штат Делавэр, США.

## Семья
Обзавёлся семьёй после гражданской войны, в эмиграции.
- Жена — Антонина Шкарупа (1900—1986, Кливленд, США).
- Сын — Юрий Шкарупа (1923—1984) — в годы Второй мировой войны служил хорунжим в Украинской национальной армии.